# Яакярля
Я́акярля (фин. Jäkärlä) — один из районов города Турку, входящий в территориальный округ Маариа-Пааттинен.

## Географическое положение
Район расположен к северо-востоку от центральной части Турку, гранича с районом Пааттинен.

## Население
В 2011 году в районе проживало 3665 человек. В 2004 году численность население района составляла 3460 человек, из которых дети моложе 15 лет — 19,31 %, а старше 65 лет — 8,32 %. Финским языком в качестве родного владели 93,18 %, шведским — 1,45 %, а другими языками — 5,38 % населения района.